# Графен
Графенът е единичен равнинен лист от sp²-свързани въглеродни атоми. Той е една от алотропните форми на въглерода, двумерен вариант на тримерния графит. Той се причислява към ароматните съединения, макар че не е съединение. Графенът е изолиран за първи път през 2004 г. от ръководителя професор Андре Гейм и Константин Новосьолов, за което двамата са наградени с Нобелова награда през 2010 г. Графенът има дебелина само един атом и е известен като най-тънкия материал на Земята. Той е 200 пъти по-здрав от стоманата и непроницаем за всички газове и течности, с голям потенциал за употреба, например антикорозионни покрития, непромокаеми опаковки и суперкондензатори.

## Описание
Идеалните графени се състоят изцяло от шестоъгълни клетки. Петоъгълните и седмоъгълните клетки представляват дефекти. Ако има една изолирана петоъгълна клетка, равнината се изкривява в конична форма. Вмъкването на 12 петоъгълника би довело до образуването на фулерен. По подобен начин, вмъкването на един изолиран седмоъгълник придава на листа седловидна форма. Управляваното добавяне на петоъгълници и седмоъгълници би позволило получаването на голямо разнообразие от форми.
Въглеродните нанотръби могат да се разглеждат като графенови цилиндри. Някои от тях имат полусферична графенова шапка (състояща се от 6 петоъгълника) на всеки край. Графените са привлекли и интереса на технолозите, които гледат на тях като на начин за конструиране на балистични транзистори. През март 2006 г. изследователи от Georgia Tech обявяват, че са изградили успешно изцяло графенов равнинен полеви транзистор и устройство за квантова интерференция.
Докладът за технологията на IUPAC казва: „В миналото за понятието графен са използвани описания като графитни слоеве, въглеродни слоеве или въглеродни листове ... не е коректно да се използва за единичен слой понятие, което включва понятието графит, което би подсказало тримерна структура. Понятието графен би трябвало да се използва само когато се разглеждат реакциите, структурните отношения или други свойства на отделните слоеве.“
Пишейки в Сайънс, физикът Константин Новосьолов и негови колеги от Манчестърския университет и Института за микроелектронна технология и материали с висока чистота в Черноголовка казват:
| „ | Графенът е името, дадено на единичен слой въглеродни атоми, свързани нагъсто в структура от бензенови пръстени, и широко се използва за описание на свойствата на много въглеродно-базирани материали, включително и графита, големите фулерени, нанотръбите и т.н. (напр. въглеродните нанотръби обикновено се смятат за графенови листи, навити в цилиндри с нанометричен размер). За самия равнинен графен се е смятало, че не може да съществува в свободно състояние, защото е нестабилен по отношение на образуването на огънати структури като сажди, фулерени и нанотръби. | “ |

Изследователите продължават, за да конструират графени чрез механична ексфолиация (многократно обелване) на малки напластявания от силно ориентиран пиролитичен графит. Мотивацията им е била изучаването на електрическите свойства на графена. Докладвани са мобилности от до 104 cm²V-1s-1. Тази стойност е почти независима от температурата. Освен това при графена са установени свойства на квантовия ефект на Хол.
Подобни работи се извършват в Принстънския университет в лабораторията на професор Али Яздани от трима изследователи: Дан Кънсик, Джош Московиц и Патрик Хо. Много от резултатите, получени от групата на Новосьолов в тяхната PNAS статия „Двумерни атомни кристали“ са потвърдени от работата на групата на Яздани.
Една международна изследователска група описва микроструктурата на графит с дебелина един атом в сп. Нейчър през 2007 г.. Въпреки че теорията и експериментите подсказват, че идеални двумерни структури не могат да съществуват в свободно състояние, те показват, че дебели един атом мембрани от графит са възможни поради присъщото микроскопско огрубяване в мащаб 1 nm.

## Свойства
- Топлинна деформация
- Еластичност
- Електропроводимост
- Оптически свойства
- Механически свойства
  - Твърдост – Графенът е до 200 пъти по-твърд от стоманата.

## Химическа модификация
Разтворими фрагменти от графен могат да се приготвят в лаборатория чрез химическа модификация на графит. Първо микрокристален графит се обработва със силнокисела смес от сярна киселина и азотна киселина. Поредица от стъпки, включваща окисляване и ексфолиация завършва с малки графенови пластинки с карбоксилни групи по ръбовете си. Те се преобразуват в ацил хлоридни групи чрез обработване с тионилхлорид. После те се преобразуват в съответния графенов амид чрез обработка с октадециламин. Полученият материал (кръгови графенови слоеве с дебелина 5,3 ангстрьома) е разтворим в тетрахидрофуран, тетрахлорметан и дихлороетан.

## Електронен транспорт
Електронният транспорт във физиката на кондензираната материя става по уравнението на Шрьодингер поради нерелативистичната си природа. Но в този аспект графенът е необикновен. Електроните ефективно се подчиняват на безмасовото релативистично уравнение на Дирак с различен коефициент (~106 m/s) на мястото на скоростта на светлината.

## Бъдещи приложения на материала
Поради уникалните си механически и химични свойства графенът се счита за един от бъдещите заместители на силиция в полупроводниковата промишленост.
- Производство на батерии[7]
- Производство на суперкондензатори
- Като заместител на силиция в чиповете[8] графенът може да има до 10 пъти по-добра проводимост от силициевите чипове[9]
- Пречистващи филтри